# نیکولا مکتیچ
نیکولا مکتیچ (کرواتی: Nikola Mektić؛ زادهٔ ۲۴ دسامبر ۱۹۸۸) تنیس‌باز اهل کرواسی است.
وی در مسابقات بین‌المللی در مجموع برندهٔ ۱ مدال طلا شده‌است.